# Marcas galesas

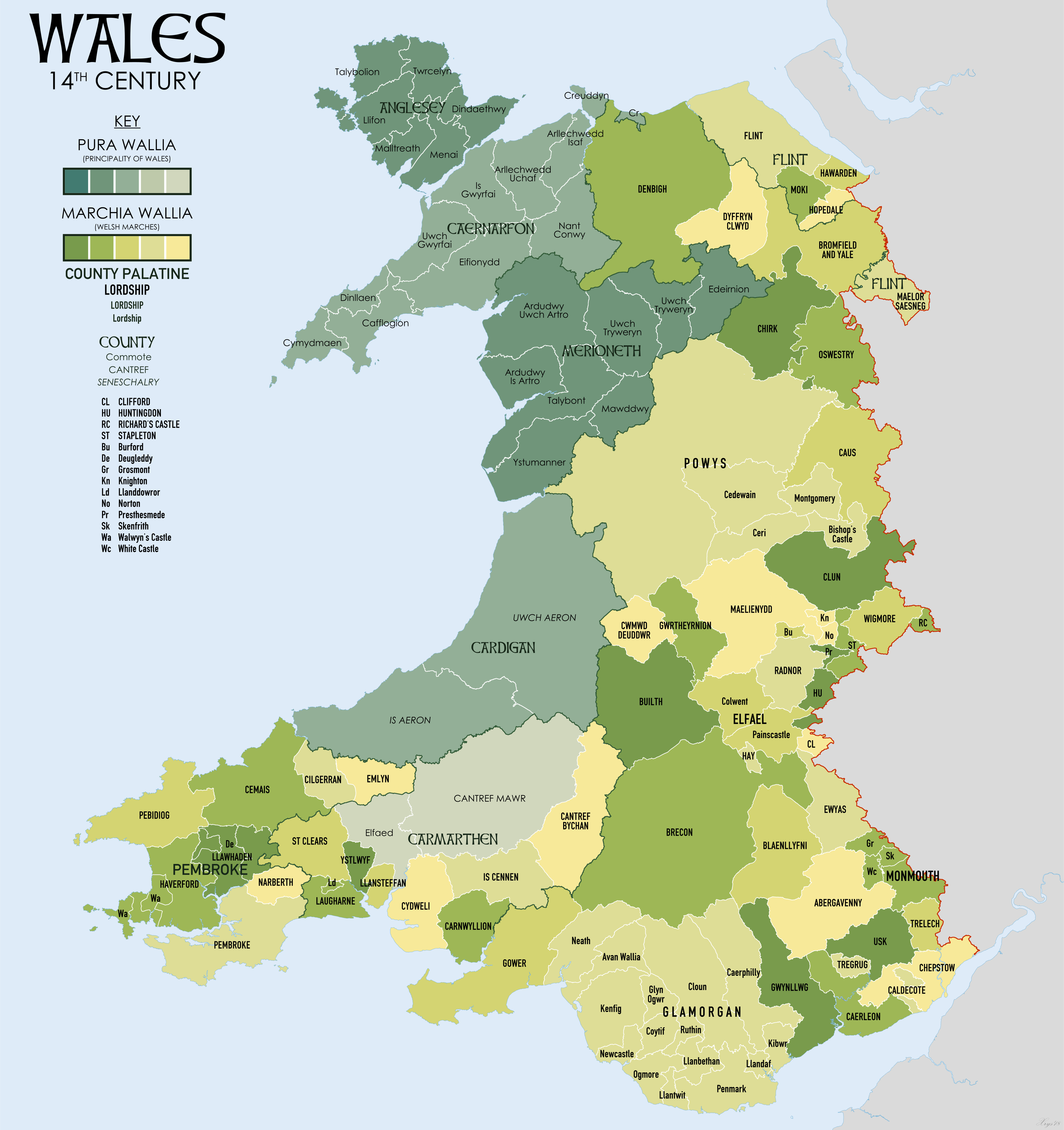
Mapa do século XIV mostrando senhorios das marcas

As marcas galesas (em inglês:  Welsh Marches; em galês:  Y Mars; em latim: Marc(h)ia Walliae) são uma região geográfica vagamente definida nas proximidades da fronteira entre o País de Gales e a Inglaterra, tradicionalmente administradas pelos senhores-das-marcas,(em inglês:  lords-marches). com a autoridade máxima sendo o Conselho de Gales e das Marcas até a abolição deste em 1689.
O termo hoje é legalmente obsoleto, mas ainda é utilizado em referência a alguns condados ingleses perto de Gales, particularmente Shropshire e Herefordshire, mas por vezes também partes de Powys, Monmouthshire e Wrexham.